# Colline Lucchesi
Il Colline Lucchesi è una DOC riservata ad alcuni vini la cui produzione è consentita nella provincia di Lucca.

## Zona di produzione
La zona di produzione del vino Colline Lucchesi DOC comprende l'intero territorio dei comuni:
Provincia di Lucca
- Lucca
- Capannori
- Porcari

## Storia
Le colline intorno a Lucca, secondo alcuni storici, venivano coltivate già prima dei Romani sia dagli Etruschi, che abitavano a Lucca, sia in seguito dai Liguri, i quali conoscevano bene l'arte della viticoltura e olivicoltura.
Sante Lanciero, sommelier di Papa Paolo III, scriveva nel 1400 che si trattava di "vini di ottima qualità preparati con cura, soprattutto da offrire agli ospiti".
la Repubblica di Lucca all'inizio del 1600, per ragioni ancora oggi controverse, emanò un legge che proibiva l'esportazione del vino fuori dai confini dello stato. Un decreto in antitesi a tutta la precedente storia della mercatura lucchese, orientata fin dal primo medioevo agli scambi internazionali. Per questa ragione sicuramente in quel periodo si consolida il forte orientamento degli abitanti della Lucchesìa al consumo del vino locale.
Nei primissimi anni del 1800, Lucca vide l'arrivo delle truppe francesi e l'insediamento in città di Elisa Bonaparte. La città torna così in una dimensione più internazionale questo influenzerà, in parte, anche il destino della viticoltura lucchese.
In quello stesso periodo viene redatto il "nuovo catasto" del territorio lucchese. Generali e diplomatici dell'esercito napoleonico acquisteranno alcune delle "ville-fattoria" e introdussero per la prima volta vitigni  "francesi" sulle colline della Lucchesìa.
Emanuele Repetti nel suo "Dizionario geografico fisico storico della toscana", edito dall'Accademia dei Georgofili nel 1839, scrive: "In quanto all’industria agraria lucchese, essa può dividersi in tre porzioni, sia per la qualità del suolo, sia per la posizione ed elevazione rispettiva del paese. In vista di ciò i Lucchesi distinguono il loro territorio agricolo in tre maniere; la prima nel contado delle sei miglia, che comprende il piano intorno alla città di Lucca con le adiacenti colline; la seconda nel territorio della marina, in cui è Viareggio e Camajore; la terza e compresa nell'agricoltura dell'Appennino. Dalla prima si hanno nella pianura grani, ortaggi, legumi e vini comuni in abbondanza; nelle colline adiacenti, olio squisito e il più accreditato di tutti quelli d’Italia e, specialmente nei colli esposti a levante e a mezzogiorno, vini generosi".

## Tecniche di produzione
I vini Colline Lucchesi Rosso, Sangiovese e Merlot DOC, con menzione Riserva, devono essere sottoposti ad invecchiamento per almeno 24 mesi.
Le uve destinate alla produzione del Vino Colline Lucchesi Vin Santo DOC e Vin Santo Occhio di Pernice DOC devono essere sottoposte ad appassimento naturale fino a raggiungere un grado zuccherino di almeno 27%. Inoltre devono essere sottoposti ad invecchiamento per circa 36 mesi, e comunque non prima del 1º novembre del terzo anno successivo a quello della vendemmia.
Sulle etichette di ciascuna tipologia di Vino Colline Lucchesi DOC è obbligatorio riportare l'annata di produzione delle uve.

## Disciplinare
Il Colline Lucchesi DOC è stato istituito con DPR 28 maggio 1968 pubblicato sulla Gazzetta Ufficiale n. 186 del 23 luglio 1968.
Successivamente è stato modificato con:
- DPR 1 ottobre 1985 GU 117 - 22 maggio 1986
- DM 8 luglio 1997 GU 164 - 16 luglio 1997
- DM 6 marzo 1998 GU 67 - 21 marzo 1998
- DM 8 marzo 2011 GU 67 - 23 marzo 2011
- DM 30 novembre 2011 GU 295 – 20 dicembre 2011
- La versione in vigore è stata approvata con DM 7 marzo 2014 Pubblicato sul sito ufficiale del Mipaaf Sezione Qualità e Sicurezza Vini DOP e IGP.[1]

## Tipologie

### Rosso
È ammessa la menzione Riserva.
| uvaggio                        | Sangiovese min 45% max 80%; Canaiolo, Ciliegiolo, Merlot, Syrah: da soli o congiuntamente min 10% max 50%; possono concorrere alla produzione altri vitigni a bacca rossa idonei alla coltivazione in Toscana max 30% ad eccezione di Aleatico e Moscato max 5%. |
| titolo alcolometrico minimo    | 11,00% vol. (per la menzione riserva 11,50%) |
| acidità totale minima          | 4,5 g/l. |
| estratto secco minimo          | 18,00 g/l |
| resa massima di uva per ettaro | 100 q. |
| resa massima di uva in vino    | 70 % |

#### Caratteri organolettici
- Aspetto: rosso rubino brillante, tendente al granato se invecchiato;
- Olfatto: gradevole, caratteristico;
- Gusto: asciutto, armonico, morbido, vivace solo se dell'annata;

#### Abbinamenti consigliati
Primi piatti a base di carne, carne arrosto o alla griglia, formaggi di media stagionatura.

### Sangiovese
È ammessa la menzione Riserva.
| uvaggio                        | Sangiovese min 85%; possono concorrere alla produzione altri vitigni a bacca rossa idonei alla coltivazione in Toscana max 15%, con esclusione dell'Aleatico e del Moscato. |
| titolo alcolometrico minimo    | 11,50% vol. (per la menzione riserva 12,00%) |
| acidità totale minima          | 4,5 g/l. |
| estratto secco minimo          | 18,00 g/l |
| resa massima di uva per ettaro | 100 q. |
| resa massima di uva in vino    | 70 % |

#### Caratteri organolettici
- Aspetto: rosso rubino, granato se invecchiato;
- Olfatto: caratteristico e gradevole;
- Gusto: asciutto ed armonico;

#### Abbinamenti consigliati
Primi piatti a base di carne, carne arrosto o alla griglia, formaggi di media stagionatura.

### Merlot
È ammessa la menzione Riserva.
| uvaggio                        | Merlot min 85%; possono concorrere alla produzione altri vitigni a bacca rossa idonei alla coltivazione in Toscana max 15%, con l'esclusione di Aleatico e Moscato. |
| titolo alcolometrico minimo    | 11,50% vol. (per la menzione riserva 12,00%) |
| acidità totale minima          | 4,5 g/l. |
| estratto secco minimo          | 18,00 g/l |
| resa massima di uva per ettaro | 100 q. |
| resa massima di uva in vino    | 70 % |

#### Caratteri organolettici
- Aspetto: rosso rubino, con tendenza al granato se invecchiato;
- Olfatto: caratteristico, gradevole;
- Gusto: pieno, asciutto;

#### Abbinamenti consigliati
Primi piatti a base di carne, carni arrosto o alla griglia, formaggi di media stagionatura.

### Bianco
| uvaggio                        | Trebbiano toscano min 40% max 80%; Chardonnay, Greco, Grechetto, Malvasia, Sauvignon e Vermentino da soli o congiuntamente: min 10% max 60%; possono concorrere alla produzione altri vitigni a bacca bianca, idonei alla coltivazione in Toscana max 25%. |
| titolo alcolometrico minimo    | 10,50% vol. |
| acidità totale minima          | 4,5 g/l. |
| estratto secco minimo          | 14,00 g/l |
| resa massima di uva per ettaro | 100 q. |
| resa massima di uva in vino    | 70 % |

#### Caratteri organolettici
- Aspetto: paglierino più o meno intenso;
- Olfatto: delicato, gradevole, caratteristico;
- Gusto: asciutto, delicato, armonico;

#### Abbinamenti consigliati
Pesce al forno o alla griglia, antipasti di pesce, primi piatti di pesce.

### Vermentino
| uvaggio                        | Vermentino min 85%; possono concorrere alla produzione altri vitigni a bacca bianca idonei alla coltivazione in Toscana max 15%. |
| titolo alcolometrico minimo    | 11,00% vol. |
| acidità totale minima          | 4,5 g/l. |
| estratto secco minimo          | 14,00 g/l |
| resa massima di uva per ettaro | 100 q. |
| resa massima di uva in vino    | 70 % |

#### Caratteri organolettici
- Aspetto: giallo paglierino più o meno intenso;
- Olfatto: intenso e delicato;
- Gusto: morbido, fruttato, asciutto;

#### Abbinamenti consigliati
Pesce al forno o alla griglia, antipasti di pesce, primi piatti di pesce.

### Sauvignon
| uvaggio                        | Sauvignon min 85%; possono concorrere alla produzione altri vitigni a bacca bianca idonei alla coltivazione in Toscana max 15%. |
| titolo alcolometrico minimo    | 11,00% vol. |
| acidità totale minima          | 4,5 g/l. |
| estratto secco minimo          | 14,00 g/l |
| resa massima di uva per ettaro | 100 q. |
| resa massima di uva in vino    | 70 % |

#### Caratteri organolettici
- Aspetto: dal paglierino al dorato chiaro;
- Olfatto: delicato, quasi aromatico;
- Gusto: asciutto, vellutato, gradevole;

#### Abbinamenti consigliati
Pesce al forno o alla griglia, antipasti di pesce, primi piatti di pesce.

### Vin Santo
| uvaggio                        | ottenuto da uve provenienti dai vitigni a bacca bianca iscritti nel Registro Nazionale delle varietà di vite per uve da vino approvato con D.M. 7 maggio 2004 pubblicato nella Gazzetta Ufficiale n. 242 del 14 ottobre 2004, e successivi aggiornamenti. |
| titolo alcolometrico minimo    | 16,00% vol. |
| acidità totale minima          | 4,5 g/l nel tipo secco e 5,0 g/l nel tipo amabile; |
| estratto secco minimo          | 26,00 g/l |
| resa massima di uva per ettaro | 100 q. |
| resa massima di uva in vino    | 35 % |

#### Caratteri organolettici
- Aspetto: giallo dorato intenso tendente all'ambrato;
- Olfatto: gradevole, armonico, caratteristico;
- Gusto: piacevolmente dolce di passito (tipologia amabile) asciutto, vellutato, armonico (tipologia secco);

#### Abbinamenti consigliati
Biscotti e pasticcini, formaggi erborinati.

### Vin Santo Occhio di Pernice
| uvaggio                        | ottenuto da uve provenienti dai vitigni a bacca rossa iscritti nel Registro Nazionale delle varietà di vite per uve da vino approvato con D.M. 7 maggio 2004 pubblicato nella Gazzetta Ufficiale n. 242 del 14 ottobre 2004, e successivi aggiornamenti. |
| titolo alcolometrico minimo    | 16,00% vol. |
| acidità totale minima          | 4,0 g/l. |
| estratto secco minimo          | 26,00 g/l |
| resa massima di uva per ettaro | 100 q. |
| resa massima di uva in vino    | 35 % |

#### Caratteri organolettici
- Aspetto: dal rosa pallido al rosa intenso con riflessi granati;
- Olfatto: intenso caratteristico;
- Gusto: dolce, morbido, vellutato;

#### Abbinamenti consigliati
Biscotti e pasticcini, formaggi erborinati.